# Georges-Borwin de Mecklembourg
Titres
Prétendant au trône de Mecklembourg-Schwerin
Depuis le 31 juillet 2001
(23 ans, 7 mois et 15 jours)
Prétendant au trône de Mecklembourg-Strelitz
Depuis le 26 janvier 1996
(29 ans, 1 mois et 20 jours)
Georges Borwin de Mecklembourg, né le 10 juin 1956 à Fribourg-en-Brisgau, est prétendant à la succession des grands-duchés de Mecklembourg-Schwerin et Mecklembourg-Strelitz et chef de la Maison de Mecklembourg.

## Biographie
Georges-Borwin est le plus jeune enfant et le seul fils de Georges-Alexandre de Mecklembourg et d’Ilona de Habsbourg-Hongrie. Il descend du grand-duc Georges de Mecklembourg-Strelitz par son père, ainsi que du roi Frédéric-Auguste III de Saxe et de l'empereur François-Joseph d'Autriche par sa mère.
Après avoir suivi des études de viticulture, il travaille pour une société de boissons suisse.

### Mariage et descendance
Le 19 juillet 1986, le duc Georges-Borwin de Mecklembourg épouse Alice Wagner, née en 1959.
Trois enfants sont nés de cette union :
- La duchesse Hélène, née en 1988.
- Le prince héréditaire Georges-Alexandre (zh), né en 1991.
- Le duc Charles-Michel, né en 1994.

## Succession
En 1928, Georges-Alexandre de Mecklembourg (1899-1962), comte de Carlow, issu d'un mariage non dynaste, est adopté par son oncle Charles-Michel de Mecklembourg-Strelitz, officier dans l'armée impériale russe qui avait renoncé à ses droits au trône. Georges-Alexandre est donc reconnu duc de Mecklembourg par le grand-duc Cyrille Vladimirovitch de Russie en 1929. Vingt ans plus tard, le 23 décembre 1949, il est reconnu cette fois-ci par le grand-duc Frédéric-François de Mecklembourg-Schwerin et reçoit le prédicat d'altesse.
Après la mort du grand-duc Frédéric-François de Mecklembourg-Schwerin survenue le 31 juillet 2001, la lignée de Mecklembourg-Schwerin s'éteint. La lignée von Carlow est issue d'un mariage morganatique ce qui l'exclut de la succession de Mecklembourg. À moins que cette lignée von Carlow soit reconnue dynaste, la Maison de Mecklembourg est éteinte et le titre de grand-duc revient à la Maison de Hohenzollern.
L'extinction de la Maison de Mecklembourg est contestée par Georges-Borwin, qui serait ainsi dynaste, ainsi que ses descendants.
Selon le traité de Wittstock, en 1442, signé par les membres des Maisons de Mecklembourg et de Hohenzollern, Georges-Frédéric de Prusse, comme margrave de Brandebourg serait le grand-duc titulaire du Mecklembourg (c’est-à-dire des duchés de Schwerin et Strelitz), mais ce traité donne la condition suivante : la succession revient de droit à la Maison de Hohenzollern qu'en cas d'extinction de la Maison de Mecklembourg, qui, d'après la généalogie, est encore existante.
Georges Borwin de la Maison de Mecklembourg, Georges Frédéric de Prusse de la Maison de Hohenzollern se déclarent héritiers de Louise de Mecklembourg-Strelitz malgré l'extinction de sa descendance. À l'heure actuelle, Georges-Frédéric de Prusse n'a pas reconnu publiquement et n'a réclamé aucun droit ou titres sur la Maison de Mecklembourg.

## Généalogie
Georges Borwin est issue de la lignée morganatique von Carlow, malgré tout il appartient à la troisième branche (Mecklembourg-Strelitz) issue de la première branche de la Maison de Mecklembourg.